# Alessia Sanna
 (novembre 2024).
Alessia Sanna, née à Mulhouse le 22 juillet 1995, est une artiste plasticienne française.
Son travail d'artiste consiste à rendre visible la data sous forme de sculptures numériques. Elle mobilise des techniques diverses telles que la sculpture, le moulage, la vidéo et le mapping.
Elle vit et travaille à Strasbourg.

## Parcours artistique
Après un master de recherche en arts plastiques à l'université de Strasbourg, Alessia Sanna suit un doctorat à l'Université Paris Panthéon Sorbonne sous la direction de Yann Toma. Dans le cadre de sa recherche, elle travaille également au sein de l'entreprise de relation publiques Hopscotch Groupe.
Entre 2016 et 2024, elle participe à plusieurs festivals d'art contemporain et remporte plusieurs prix. Elle est notamment première lauréate du prix AMMA Paris Panthéon Sorbonne pour l'art contemporain en 2018. En 2019, Alessia Sanna participe à la première édition de l'Incubateur FLUXUS de la région Grand Est. En 2022, elle expose l'installation Screen City_Strasbourg au 5e Lieu (Strasbourg) à l'occasion du festival Ososphère. Durant l'été 2024, elle participe à l'exposition "Stellar Scape" au Pavillon de Namur (Belgique) à l'occasion du KIKK Festival. Elle y présente l'installation Leave Space, réalisée lors d'une résidence artistique au Delta à Namur.

## Recherche et pratique artistique
La pratique d'Alessia Sanna porte sur la visualisation de données numériques sous la forme de sculptures et d'installations. "Depuis une approche poétique et critique des Big Data, la pratique artistique d’Alessia Sanna s’affirme par la réappropriation de données extraite de leurs contextes numériques. À ce regard sublimé que pose l’artiste sur les mémoires virtuelles, s’articule une vision consciente, parfois inquiète, sur la traçabilité de nos empreintes numériques." L'artiste puise dans l'Open Data et les bases de données pour matérialiser des informations numériques. Sa démarche permet de rendre sensible ces données en leur donnant une forme sculpturale.
Dans le cadre de l'écriture de sa thèse, elle travaille en collaboration avec l'entreprise Hopscotch Groupe pour laquelle elle développe des systèmes de modélisation et de visualisation de l'impact des relations dans l'environnement entrepreneurial. La culture d'entreprise également guide sa pratique artistique et ses méthodes de travail. Elle multiplie à ce titre les collaborations et les partenariats avec d'autres artistes et structures.

### Œuvres majeures

#### Screen City_Strasbourg(2018-2022)
Screen City_Strasbourg est une sculpture numérique conçue par Alessia Sanna en collaboration avec son compagnon Alexandre Weisser et l'artiste sonore Stéphane Clor. L'oeuvre est imaginée comme un plan relief de la ville de Strasbourg composé de cubes en plâtre. Sur cette maquette, un mapping vidéo fait apparaître des points blanc et bleus retraçant les évolutions démographiques de la ville depuis 1850. En se basant sur les données de l'Insee et du RIL (répertoire d'immeubles localisés), l'artiste anticipe également la croissance démographique de Strasbourg jusqu'en 2100.

#### Leave Space(2024)
En 2023, Alessia Sanna collabore à nouveau avec Alexandre Weisser pour Leave Space. Conçue lors d'une résidence artistique au Delta à Namur, cette installation est composée de 35 000 cubes de résine accrochés à un globe d'acier. Chacun de ces cubes représente un débris spatial en orbite autour de la Terre. Leave_Space est également accompagné d'un mapping vidéo composé de points symbolisant chaque élément envoyé dans l'espace depuis le lancement de Spoutnik en 1957. L'artiste envisage aussi la progression du nombres de débris dans l'espace jusqu'en 2050 en se basant sur le syndrome de Kessler. L'œuvre est exposée pour la première fois en 2024 au Pavillon de Namur à l'occasion de l'exposition "Stellar Scape".

## Expositions

### Expositions personnelles
- "Screen City_Strasbourg", du 16 septembre au 7 octobre 2022. À l'occasion du festival Ososphère, des journées Européenne du Patrimoine et de la journée mondiale de l'Architecture. Strasbourg, 5e Lieu.
- "Screen City – Étape de recherche", du 18 juin au 3 octobre 2019. Commissariat d’exposition : Yann Toma. Paris, Sorbonne Artgallery.
- "Screen City – Étape de recherche", du 30 août au 2 septembre 2018. Strasbourg, AEDAEN Gallery.

### Expositions collective
- "Stellar Scape", du 22 juin 2024 au 26 janvier 2025. A l'occasion du KIKK Festival. Curation : Marie du Chastel et Jos Auzende. Namur, Pavillon.
- "Tech Care", du 18 avril au 9 mai 2024. Commissariat d'exposition : Marie Barbuscia et Vincent Moncho. Saint-Denis, 6b.
- "WordWave", du 5 décembre au 7 décembre 2022. À l'occasion du symposium "Data et Développement Durable" organisé par Sorbonne Développement Durable. Paris 1 Panthéon Sorbonne/Nogent-sur-Marne.